# Gianluca Acciarino
Gianluca Acciarino (Torre del Greco, Nápoles, Italia, 17 de junio de 1975) es un dibujante de cómic italiano.

## Biografía
Se graduó en Ciencias Políticas. A partir de 1998 asistió a los cursos de la "Scuola Italiana di Comix" de Nápoles. En 2002 realizó la adaptación y los dibujos de dos álbumes de la colección Eduardo a Fumetti para la editorial Elledì '91, una serie de historietas basadas en las obras de Eduardo De Filippo. 
En 2003 comenzó a colaborar con la editorial Bonelli, formando parte del equipo de Brendon, historieta de ciencia ficción postapocalíptica de la cual ha realizado ocho episodios de la serie regular más un álbum especial. En 2010 participó en el proyecto Nero napoletano del Corriere del Mezzogiorno.
También trabajó para el mercado francés, ilustrando Eanna de la serie Succubes de la editorial Soleil, que salió a la venta en 2012. En 2011 empezó a dibujar el wéstern Tex. Luego se dedicó a una historia breve de Dylan Dog, publicada en 2018.